# Наваррете Торрес, Луис
Луис Габриэль Наваррете Торрес (исп. Luis Gabriel Navarrete Torres; род. 23 августа 2006) — мексиканский футболист, защитник клуба «Толука».

## Клубная карьера
Наваррете — воспитанник клуба «Толука».

## Международная карьера
В 2023 году в составе юношеской сборной Мексики Наваррете выиграл юношеском Кубке КОНКАКАФ в Гватемале. На турнире он сыграл в матчах против сборных Кюрасао, Гватемалы, Никарагуа, Сальвадора, США и дважды Панамы. В поединке против американцев Луис забил гол.
В том же году Наваррете принял участие в юношеском чемпионате мира в Индонезии. На турнире он сыграл в матчах против команд Германии, Венесуэлы, Новой Зеландии и Мали.

## Достижения
Международные
 Мексика (до 17)
- Победитель Юношеского кубка КОНКАКАФ — 2023